# Stazione di Houten Castellum
Houten Castellum, è una stazione ferroviaria passante di superficie sulla linea ferroviaria Utrecht-Boxtel nella città di Houten, Paesi Bassi.